# El Chaveño
El Chaveño är en ort i Mexiko.   Den ligger i kommunen Ayotlán och delstaten Jalisco, i den centrala delen av landet, 300 km väster om huvudstaden Mexico City. El Chaveño ligger 1 595 meter över havet och antalet invånare är 165.
Terrängen runt El Chaveño är huvudsakligen kuperad, men åt sydväst är den platt. Runt El Chaveño är det ganska tätbefolkat, med 108 invånare per kvadratkilometer. Närmaste större samhälle är Yurécuaro, 12,0 km söder om El Chaveño. I omgivningarna runt El Chaveño växer huvudsakligen savannskog.